# Hugues Aubriot
Hugues Aubriot (Dijon, 1315 – aldaar, 1382) was een Frans bestuurder en ketter.

## Biografie
Aubriot stamde uit een familie van geldwisselaars. Na betrekkingen bij de Hertog van Bourgondië werd hij provoost van Parijs onder koning Karel V. Naast maatregelen tegen bedelaars, zakkenrollers en onzedelijk gedrag (prostitutie) is Aubriots naam vooral verbonden aan de diverse bouwwerken die hij in de hoofdstad liet uitvoeren:
- Pont Saint-Michel (eerste versie)
- Pont au Change (eerste versie)
- Eerste riool in Parijs
- Verbetering vestingwerken
- Bouw van Bastille Saint-Antoine.

Voor zijn inzet voor de stad werd hij in 1375 tot ridder geslagen.
Hugues Aubriot stond op gespannen voet met de Rooms-Katholieke Kerk en met de Universiteit van Parijs, die voornamelijk gedomineerd werd door de clerus. Toen bij de dood van Karel V rellen uitbraken in de stad, waarvan onder andere Joden het slachtoffer werden, trad hij streng op tegen diegenen die de Joden hadden aangevallen. Onder invloed van de kerk werd hij gedagvaard en werden hem een verscheidenheid aan beschuldigingen ten laste gelegd, waaronder ketterij, sodomie en afpersing.
Door zijn steun aan Filips de Stoute, hertog van Bourgondië, wist deze hem te behoeden voor de doodstraf en kreeg hij een levenslange celstraf op water en brood. Hierdoor werd Aubriot de eerste gevangene in zijn eigen Bastille.
Door de aanhoudende onrusten in Parijs, de Opstand van de Maillotins, die zich richtte tegen de herinvoering van bepaalde belastingen, werd hij al snel bevrijd. Op het verzoek van de opstandelingen om hun leider te worden, ging hij niet in; hij vluchtte de stad uit. Snel daarna kwam Aubriot te overlijden.

## Bron
- Johan Huizinga, Herfsttij der Middeleeuwen